# Сапрыгин, Николай Евменьевич
Николай Евменьевич Сапрыгин (23 октября [4 ноября] 1877, Брянск — 30 марта 1942, Архангельск) — Участник революционного движения, государственный и общественный деятель СССР.

## Биография
Родился в семье мелкого военного чиновника. 
Осиротел в 4 года, воспитывался у старшего брата в Казани. 
Учился в Казанской гимназии и Казанском университете, из которого за участие в революционном движении исключен. 
В 1903 году — член Казанского комитетата РСДРП. 
В том же году арестован и выслан в Вологодскую губернию. 
Ссылку отбывал в Яренске, Великом Устюге, летом 1905 года переведен в Вологду. 
Ведал изданием и распространением листовок РСДРП. 
C 1906 по 1912 годы вел революционную работу в Казани. 
В 1912 году сослан в село Усть-Цильма Печорского уезда Архангельской губернии, с 1915 по 1918 работал там заведующим метеостанцией. 
В 1918 году — член Архангельской подпольной организации, участвовал в борьбе с интервентами. 
После установления Советской власти — секретарь Печорского уездного комитета РКП(б). 
C 1924 по 1931 годы председатель комитета содействия малым народностям Севера при Архангельском губисполкоме (Архангельский комитет Севера), на этой должности принял активное участие в создании Ненецкого автономного округа. 
Позднее работал в Восточной Сибири. 
В последние годы жизни — сотрудник Архангельского областного архива.

## Память
Именем Н. Е. Сапрыгина названа улица в центральном микрорайоне города Нарьян-Мара.